# Aeroporto Internacional de Cat Bi
Aeroporto Internacional de Cát Bi (IATA: HPH, ICAO: VVCI) (em vietnamita:  Sân bay quốc tế Cát Bi, em vietnamita:  Cảng hàng không quốc tế Cát Bi), é o maior aeroporto no norte do Vietnã, serve a cidade do Hai Phong. O aeroporto está localizado a 5 km do centro de Hai Phong. O trajeto de táxi dura entre 15 minutos, do aeroporto ao centro.
Este é o segundo aeroporto importante no país do norte. Seu novo terminal tem capacidade para 4 milhões de passageiros por ano. Sua pista (3070 m) foi recém-construído. Este aeroporto atendeu 1,7 milhões de passageiros em 2016. Tem alguns destinos internacionais
Várias companhias aéras vietnamitas e internacionais operam a partir de Noi Bai, incluindo Vietnam Airlines, Pacific Airlines, Sichuan Airlines, VietJet Air.
O aeroporto foi originalmente construído pelos colonos franceses em 1930s. Foi importante durante a batalha de Dien Bien Phu. Após a reunificação do Vietnã em 1975, Cat Bi tornou-se um aeroporto público internacional continuando a ser utilizado para fins militares. Um novo terminal foi anunciado em 2014 e começou a operar em maio de 2016.